# Szumiąca (Kamień Pomorski)

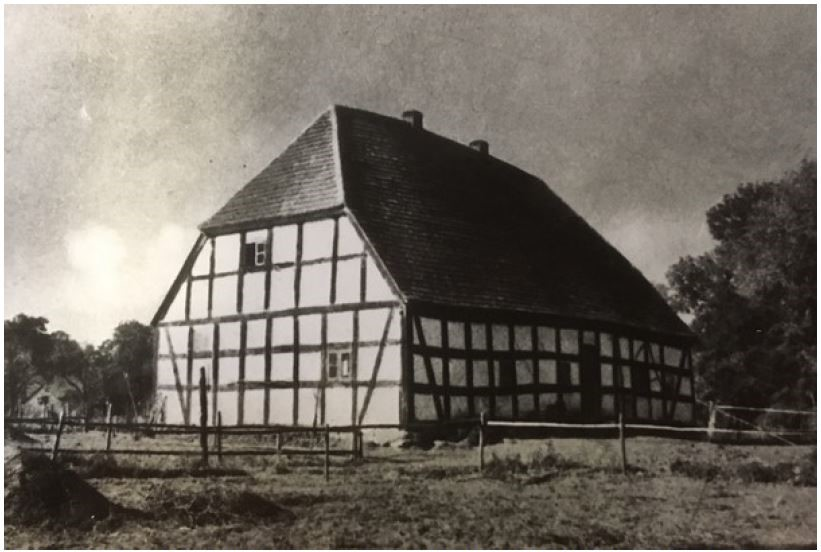
Königsmühl, ehemaliges Gutshaus am Südostrand des Dorfes, 18. Jhdt; ab etwa 1800 Arbeiterwohnhaus, Aufnahme 1930er Jahre

Szumiąca [ˈszu'mjonca] (deutsch Königsmühl) ist ein Dorf in der polnischen Woiwodschaft Westpommern. Es gehört zur Gmina Kamień Pomorski (Stadt- und Landgemeinde Cammin) im Powiat Kamieński (Camminer Kreis).

## Geographische Lage
Das Dorf liegt in Hinterpommern, im Tal des Nemitz-Bachs (poln. Niemica), etwa 8 Kilometer südöstlich der Stadt Kamień Pomorski (Cammin) und etwa 60 Kilometer nördlich der Regionalhauptstadt Stettin.

## Geschichte
Das Gut mit Weiler hieß bis 1820 Weichmühl (auch: Weickenmühle oder Weiken Muhle) und wurde nach einem Aufenthalt des Preußenkönigs Friedrich Wilhelm III. in Königsmühl umbenannt.

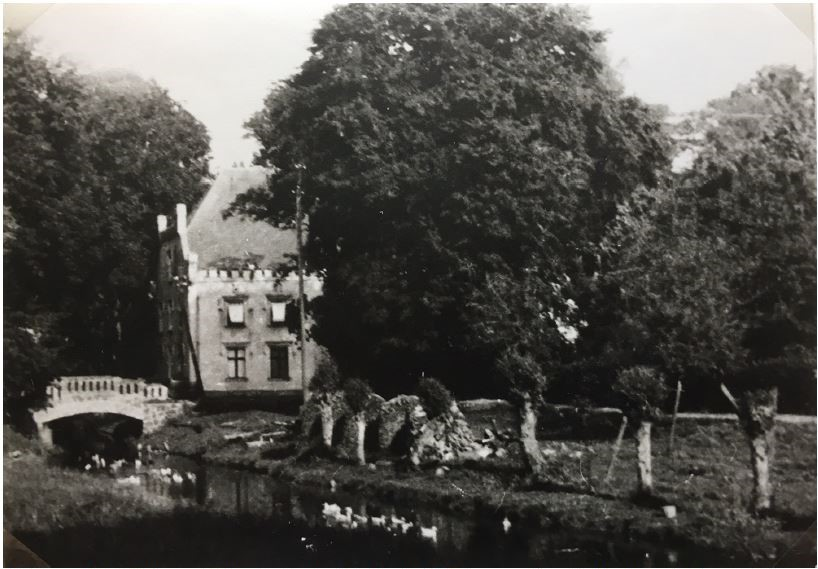
Königsmühl, Gutshaus, Südwestseite der Vierkanthof-Anlage am Nemitz-Bach, Aufnahme 1944, vor der Zerstörung durch die mit dem 5. März 1945 einsetzenden Kriegshandlungen

Als vermutlich zum ursprünglichen Besitz der von Flemming gehörig, wurde das Gut, nach wechselnden Eigentümern u. a. des Ritters Heinrich von der Osten zu Plathe und des Reichsgrafen von Wartensleben-Schwirsen, 1783 resp. 1793 vom Mühlenmeister Poppe erworben. Über die Besitzerfamilie Reetz ist das Rittergut im 19. Jahrhundert durch Erbschaft in den Besitz von Bruno Volz gelangt. Seine Frau, Anna Volz, geborene Schildberg, war die letzte deutsche Besitzerin. 1870 umfasste das Rittergut 1069 Morgen mit 92 Einwohnern. Zusammen mit der Familie Flemming-Benz übte Anna Volz das Patronat über die zum Dorf gehörige Pfarrkirche des Kirchspiels Königsmühls aus. Das Rittergut Königsmühl besaß darüber hinaus eine unmittelbar am Gutshof gelegene Schule.
Am 30. Dezember 1927 wurde das Gut Königsmühl in die Landgemeinde Rarvin eingegliedert.
Auf einer Anhöhe, unmittelbar neben der Gutsanlage, befanden sich Kirche und Friedhof mit einem Erbbegräbnis. Die nach dem Brand von 1803 zerstörte und danach in verschiedenen Schritten (1804/1865/1903) wieder errichtete Kirche, ohne Turm, wurde, wie die als Vierkanthof errichtete Gutsanlage (Baujahre: 1800/1862), im Zuge der Kriegseinwirkungen nach dem März 1945 eliminiert. Dagegen blieben Pfarrei, Schule und Gutsdorf, mit Siedlung und Wirtschaftsgebäuden, durch die Kriegswirren ohne maßgebliche Schäden. Dies gilt auch für den Ziegelbau des ehemaligen Erbbegräbnisses, das bis heute als Kapelle dient.

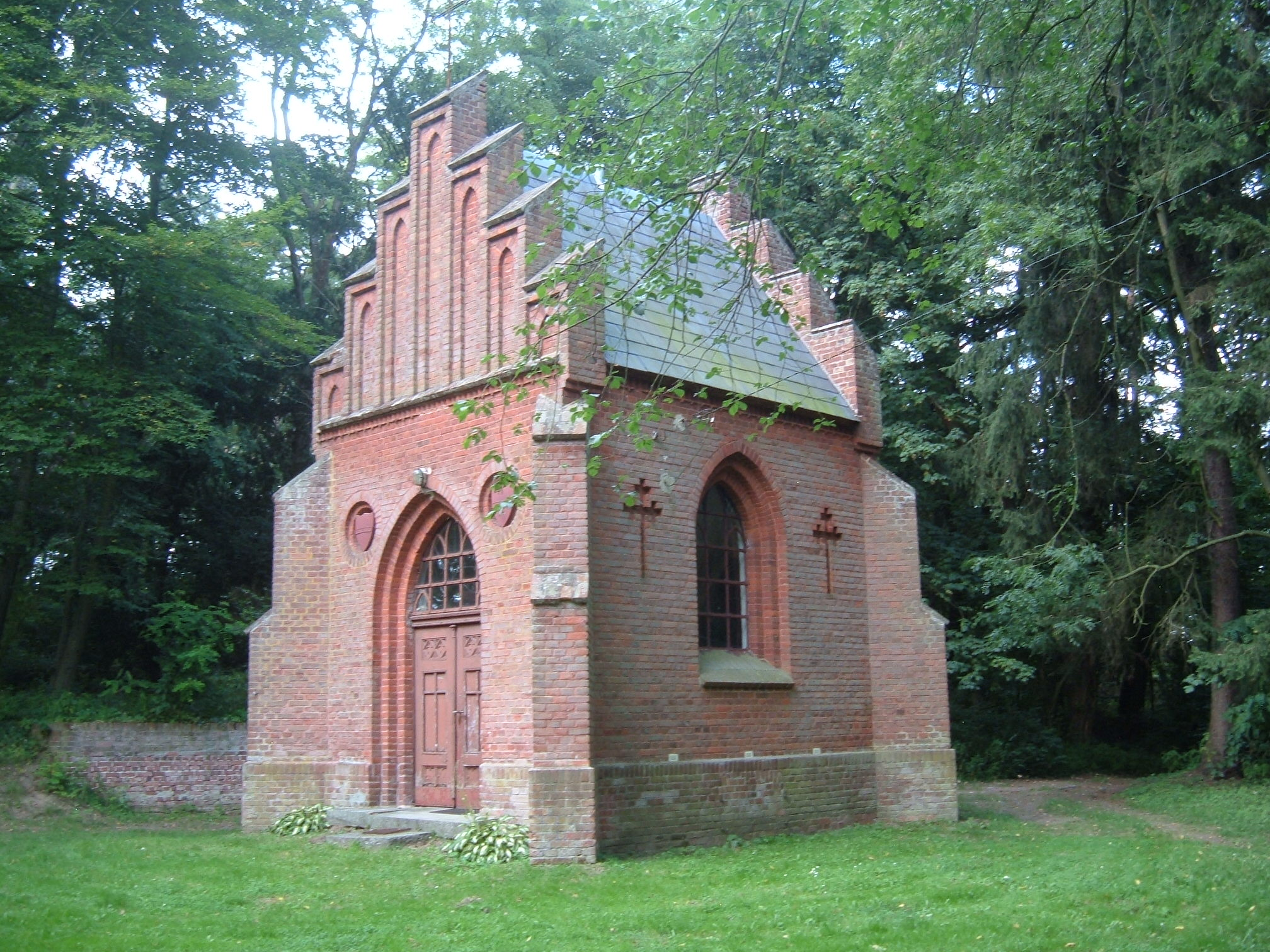
Königsmühl, ehemaliges Erbbegräbnis, heute katholisches Gotteshaus

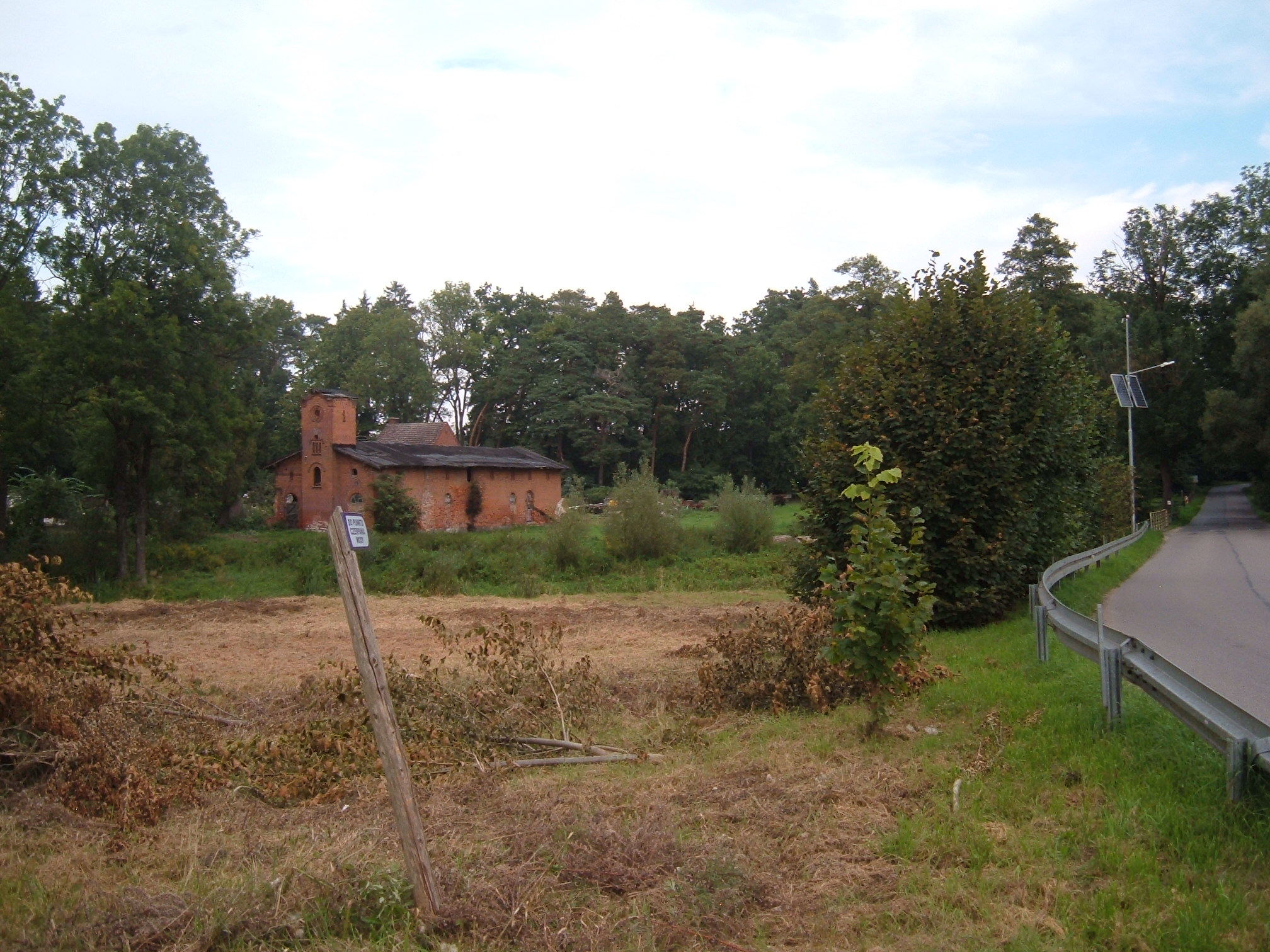
Königsmühl, Backhaus, Waschküche, Gesindestuben, Holzstall. Im Turm Taubenschlag.

Bis 1945 bildete Königsmühl einen Wohnplatz in der Landgemeinde Rarvin und gehörte mit dieser zum Landkreis Cammin i. Pom. der preußischen Provinz Pommern des Deutschen Reichs.  Die Gemeinde Rarvin war dem Amtsbezirk Benz  zugeordnet.
Gegen Ende des Zweiten Weltkriegs wurde die Region im Frühjahr 1945 von der Roten Armee besetzt. Nach Beendigung der Kampfhandlungen wurde Rarvin zusammen mit ganz Hinterpommern seitens der sowjetischen Besatzungsmacht der Volksrepublik Polen zur Verwaltung überlassen. Danach begann die Zuwanderung polnischer Zivilisten. Die Wohnstätte Königsmühl wurde unter der polnischen Ortsbezeichnung ‚Szumiąca‘ verwaltet. In der Folgezeit wurde die einheimische Bevölkerung von der polnischen Administration aus Rarvin und dem Kreisgebiet vertrieben.